# 베서머 법

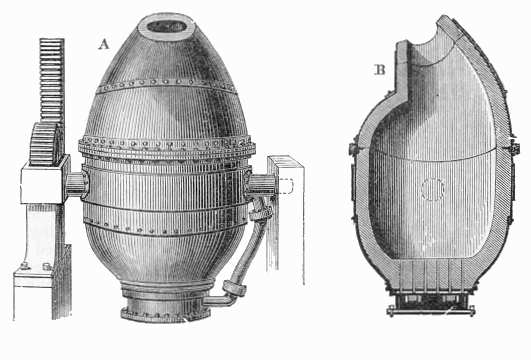
베서머 전로

베서머법(Bessemer process)은 녹은 선철에서 강철을 대량 생산하는 세계 최초의 저렴한 제법이다. 발명가 헨리 베서머가 1855년에 특허를 취득했다. 윌리엄 켈리도 1851년 같은 제강법을 발견하였다. 같은 원리에 근거한 제강은 유럽 이외에서 수백년 전부터 이루어지고 있었지만, 대량 생산할 수 있는 규모가 아니었다. 핵심 원리는 용선에 공기를 불어 넣어 산화 환원 반응을 일으켜 철에서 불순물을 제거하는 것이다. 산화에 의해 철의 온도가 상승, 녹은 상태로 유지하는 효과도 있다.

## 개요

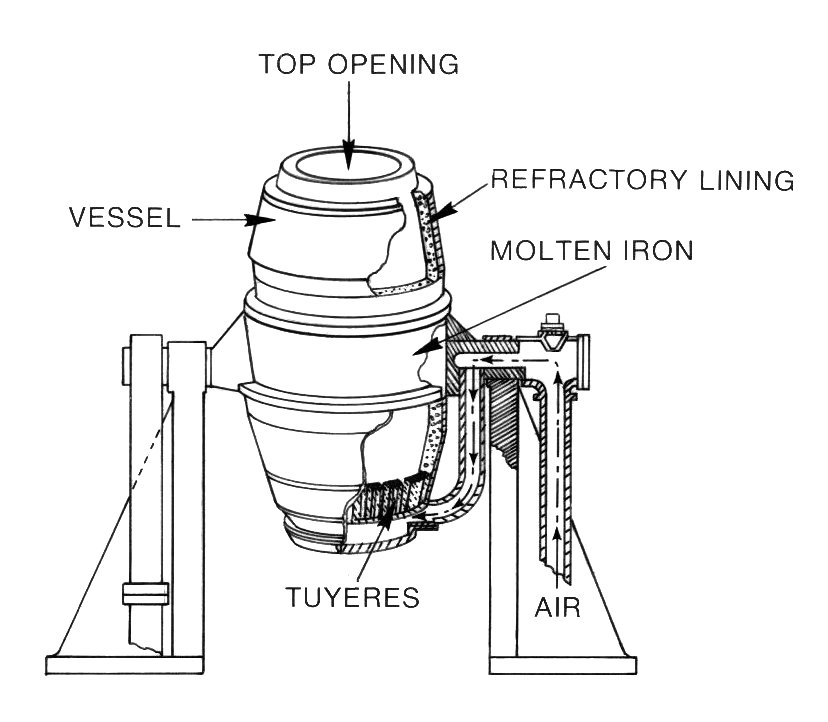
베서머 전로의 구성
VESSEL: 용기
REFRACTORY LINING: 내화 노재
MOLTEN IRON: 용선
TUYERES: 풍구（송풍구）

### 배서머 전로
이 제조법은 달걀 모양의 스틸 컨테이너 내부를 점토 또는 백운석으로 가린 베서머 전로를 사용한다. 전로 용량은 8톤에서 30톤의 쇳물이 들어갈 정도이며, 일반적으로 15톤 전후이다. 전로의 위쪽 부분은 열려 있고 약간 비스듬하게 구멍이 향하고 있다. 철을 안에 넣는 경우도 스틸을 꺼낼 때도 그 구멍을 사용한다. 바닥 부분부에는 풍구(tuyeres)라는 몇 개의 구멍이 있어, 거기를 통해 전로에 공기를 공급한다. 전로는 포위에 설치되고, 물건을 넣을 때는 회전시켜 화로를 재우고, 강철의 전환을 실시하고 있는 중간에는 세워두고, 녹은 강철을 마지막으로 꺼낼 때도 회전시켜 기울인다.

### 산화
산화에 의해, 실리콘, 망간, 탄소 등 불순물을 산화물로 제거한다. 이러한 산화물은 가스가 되고, 날아가면서 고체의 찌꺼기를 만든다. 전로의 내의 내화성 로의 재료는 전환 작용에 있어서도 역할이 있다. 점토를 사용한 베서머 전로는 ‘산성 베서머’라고 불리며 원료에 포함된 인이 적은 경우에 사용한다. 인의 함유량이 많은 경우는 백운석을 사용한 ‘염기성 베서머’를 사용 (백운석 대신 석회암과 마그네사이트 광물을 로재로 사용할 수도 있다). 후자는 시드니 길크리스트 토마스가 발명했기 때문에 ‘길크리스트 토마스 전로’(Gilchrist-Thomas converter)라고도 불린다. 강철에 원하는 속성을 부여하기 위하여, 변환이 끝난 용강에 경철(철, 탄소, 망간 합금) 등 다른 물질을 혼합할 수 있다.

### 공정 관리
원하는 성질의 강이 형성되면 가벼운 찌꺼기를 남겨두고, 용강을 꺼내 형태에 흘려 넣는 등의 이후 공정으로 가져 간다. 전환 공정을 중공(blow)라고 부르며 약 20분에 완료된다. 그동안 전환의 진전은 개구부 화염 외형으로 판단한다. 블로우 후 필요에 따라 소정의 비율까지 다시 불타거나 다른 합금 재료를 섞을 수도 있다.

## 전통 제조법

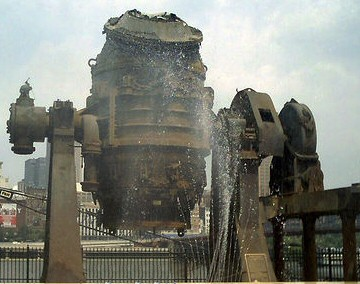
피츠버그의 역 광장 분수에 있는 베서머 전로

베서머 법이 고안되기 이전, 영국에는 선철의 탈탄하는 실용적인 제법이 없었다. 강은 스웨덴에서 수입한 탄소를 거의 함유하지 않는 연철에 반대로 탄소를 추가하는 제법으로 생산되고 있었다. 이 제조법을 시멘트테이션 법(cementation process)이라고 하며, 암석으로 만들어진 상자에 연철 막대와 숯을 넣어 일주일 정도까지 가열을 유지한다. 이렇게 생성된 강철을 ‘삼탄강’(blister steel)이라고 부른다. 1톤의 철강을 만들기 위하여 3톤의 귀중한 코크스를 점화할 필요가 있었다. 그 강철은 1톤 당 50에서 60 파운드로 판매되었다. 그러나 이 제법 중 가장 어렵고, 가장 노동력을 많이 투입되는 것은 스웨덴 정제로의 단조 생산 공정이다.
18세기, 벤자민 헌츠먼이 이 제조법을 개량하고 도가니 스틸(crucible steel) 제법을 확립했다. 그 제조법도 3시간을 가열하기 때문에 코크스를 더 많이 소비했다. 도가니 강을 만드는 경우 블리스터 강을 잘게 부수어, 20 kg 정도를 작은 도가니에 넣어 녹인다. 이에 따라 고품질 도가니 강을 생산할 수 있지만, 생산 비용은 증가한다. 베서머 법은 비슷한 품질의 철강을 만드는 데 30분 정도 밖에 걸리지 않아, 코크스, 선철을 녹이는 첫 공정으로 밖에 필요로 하지 않는다. 초기 베서머 전로에서도 1톤의 철강을 7 파운드의 비용으로 제조할 수 있었다. 그러나 판매 가격은 1톤당 40파운드 정도였다.